# Klo & So Sanitärmuseum

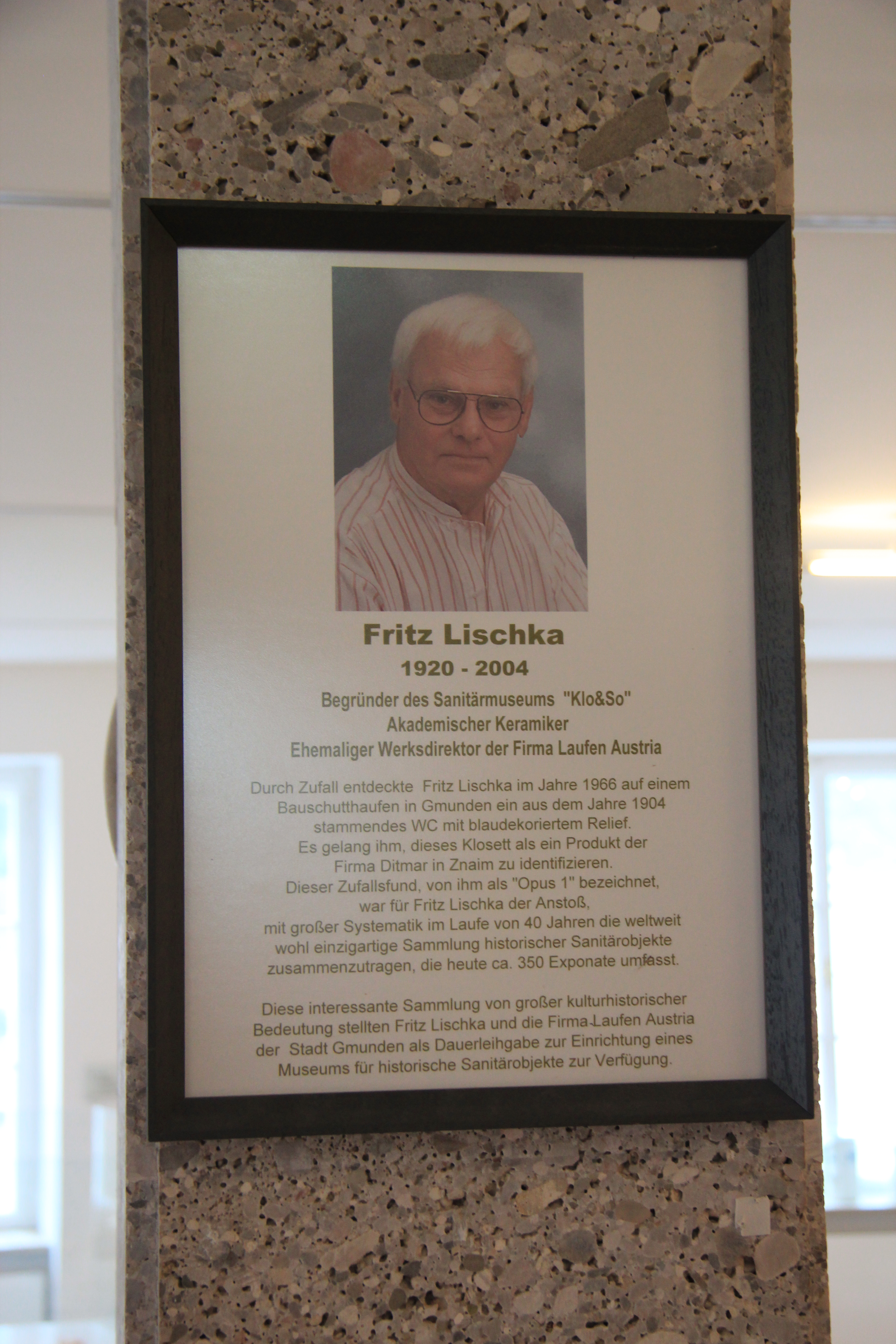
Gedenktafel für Fritz Lischka im Gmundener Museumshaus

Das Klo & So Sanitärmuseum ist ein Museum in Gmunden. Es stellt seit 1988 historische Sanitärobjekte aus, dazu zählen Toiletten, Waschbecken und Badewannen. Die Sammlung umfasst 300 Exponate, die vom Unternehmen Laufen Austria AG und seinem ehemaligen Direktor Fritz Lischka als Dauerleihgabe zur Verfügung gestellt wurden.

## Museumskonzept
Das Sanitärmuseum wurde 2008 gemeinsam mit anderen Ausstellungen im neu errichteten Gmundner Museumshaus eingerichtet, dem K-Hof Kammerhof Museen Gmunden. Dort befindet es sich im obersten Stockwerk des Gebäudes. Der K-Hof hat eine Ausstellungsfläche von über 2000 m², die sich auf 14 Schauräume erstrecken und barrierefrei zu erreichen sind. Die Ausstellungen bieten einen chronologischen Querschnitt durch die Geschichte der Stadt und des Traunseegebietes von den erdgeschichtlichen Anfängen bis ins 21. Jahrhundert. Der Schwerpunkt Keramik zieht sich mit den mehr als 1000 Exponaten als „roter Faden“ durch sämtliche Ausstellungsräume.
Als kulturhistorischer Beitrag zur Geschichte der Gebrauchskeramik präsentiert sich das Museum für historische Sanitärobjekte im K-Hof. Es beleuchtet neben der Sanitärkeramikproduktion auch den Wandel bei den Hygienestandards und vermittelt zudem auch eine Geschichte rund ums sogenannte „Stille Örtchen“. Die Erfindung des neuzeitlichen Wasserklosetts wird bereits in das ausgehende 16. Jahrhundert datiert. Allerdings dauerte es noch lange, bis es Leibstühle, Zimmerklosetts oder Nachttöpfe aus den Haushalten verdrängen sollte.

## Galerie

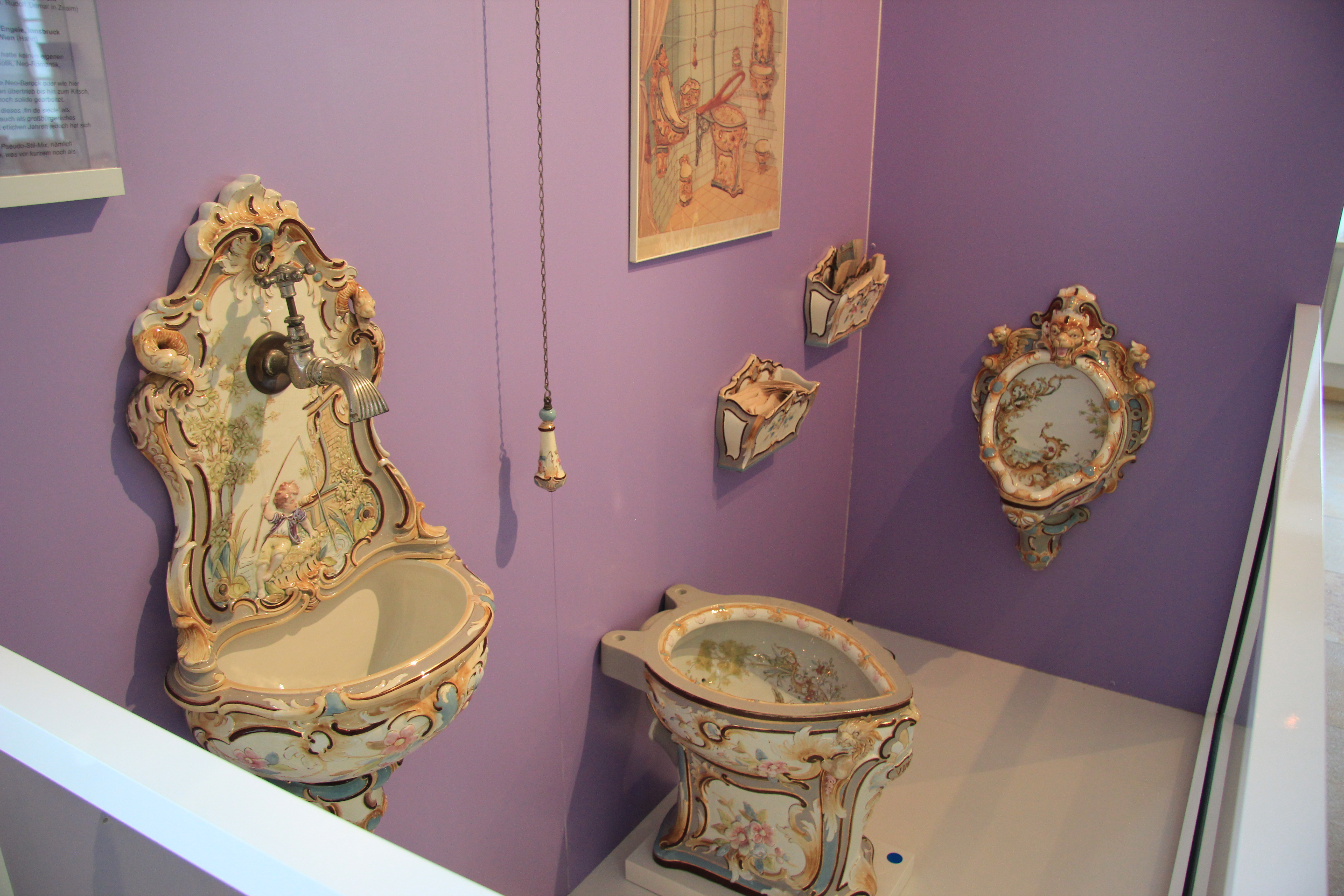
Neobarocke Sanitärkeramik
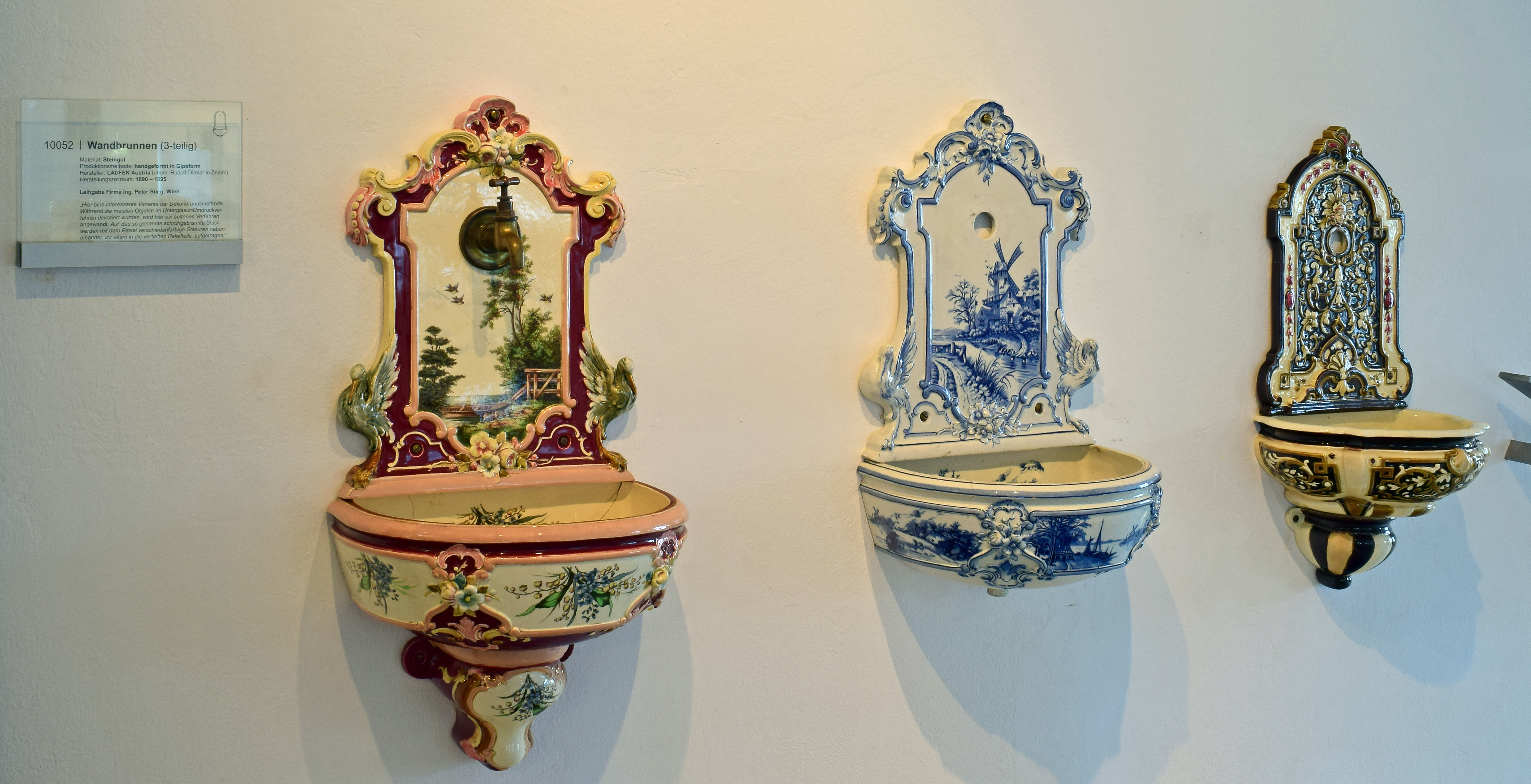
Wandbrunnen (1890–1895)
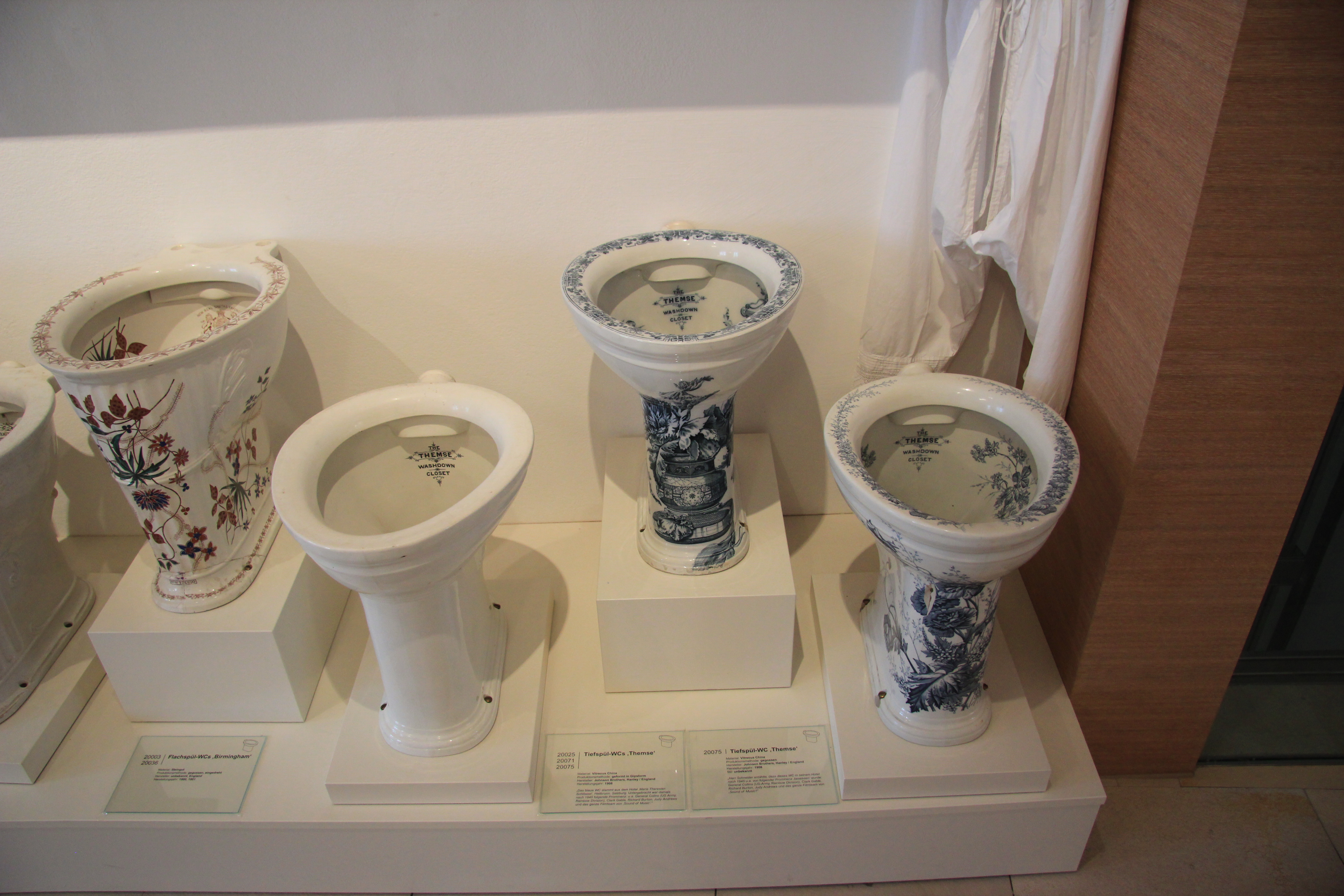
Bemalte Kloschüsseln

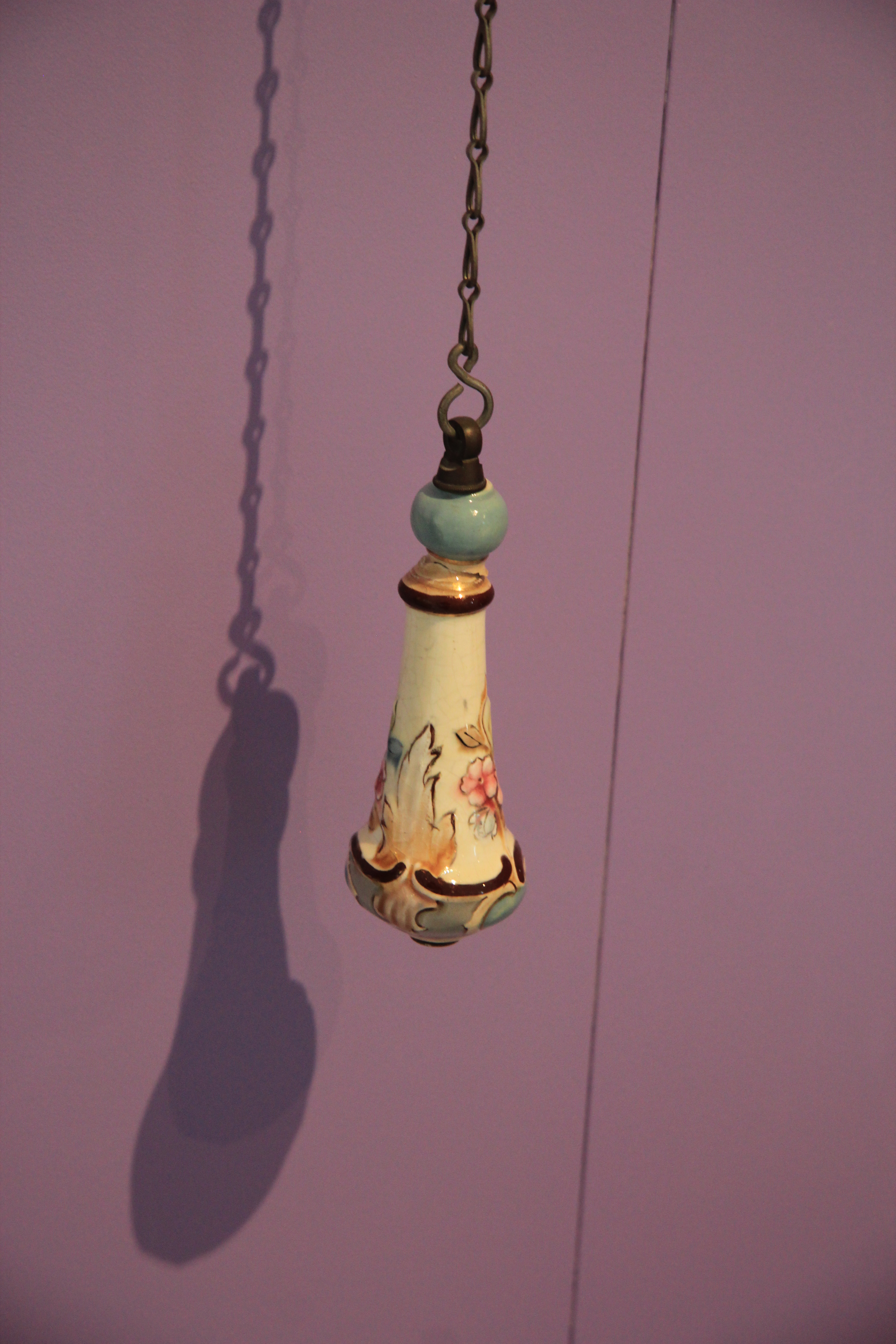
Wasserzug für Wasserkasten
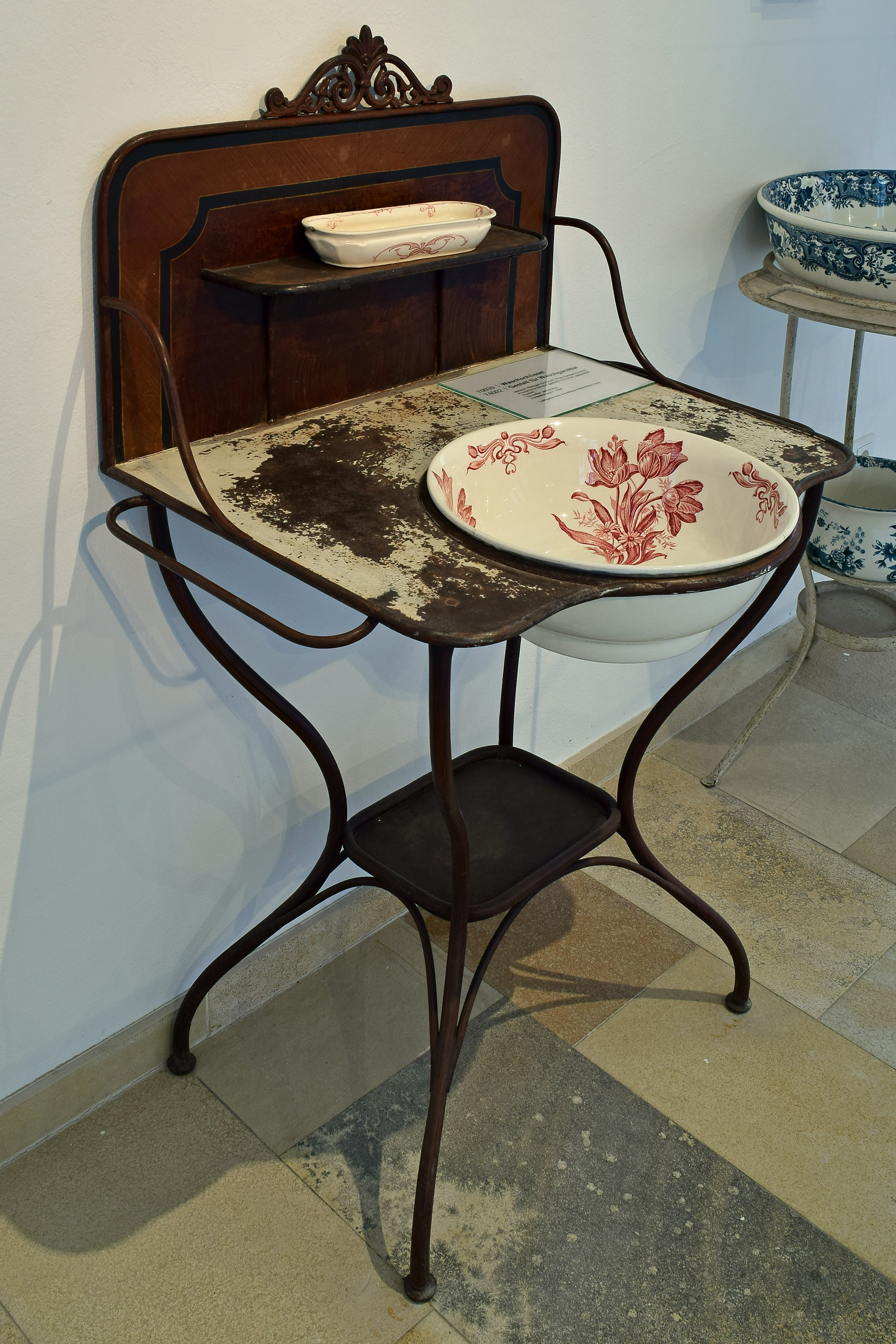
Waschschüssel
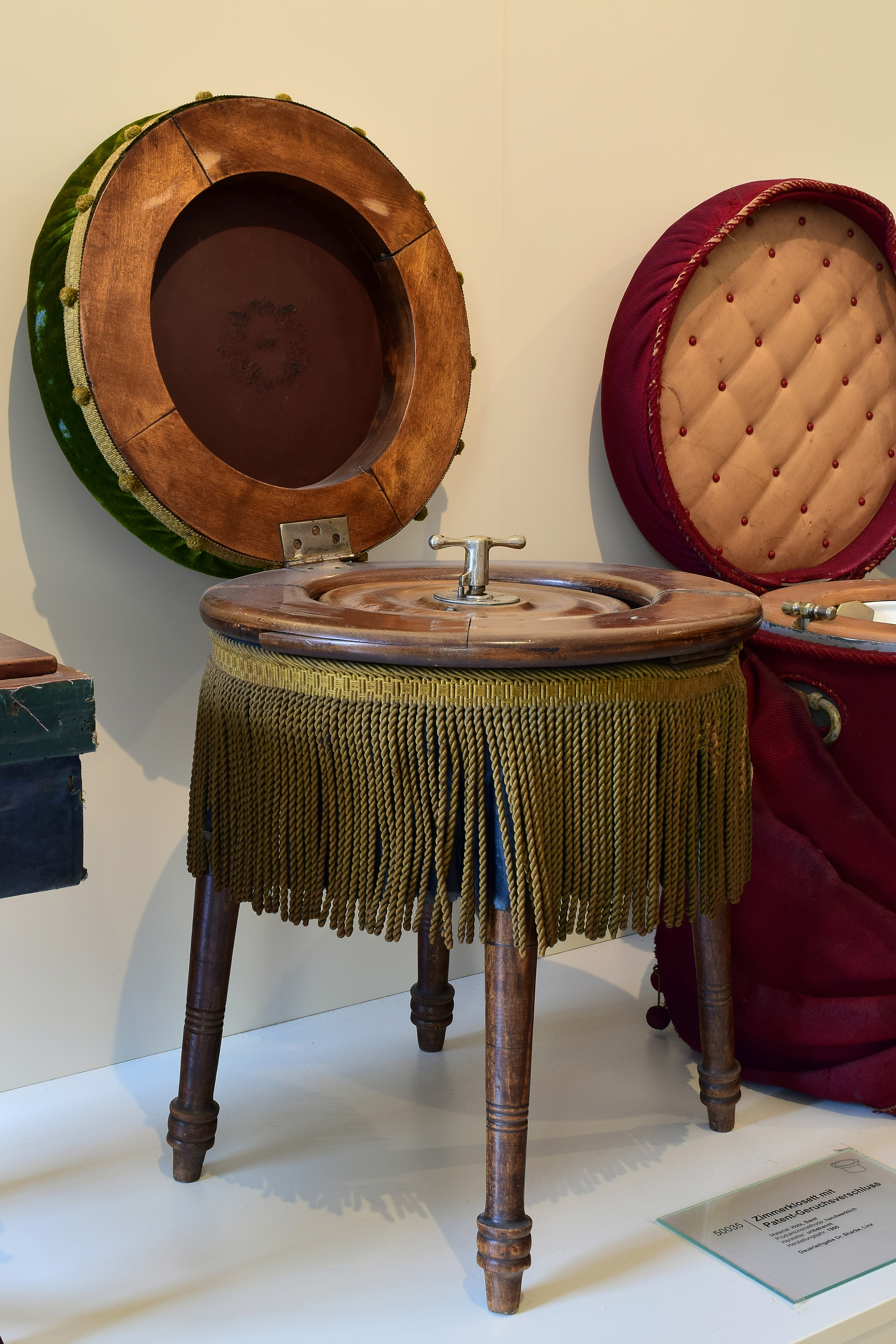
Zimmerklo mit Patentgeruchsverschloss – um 1900

## Lage

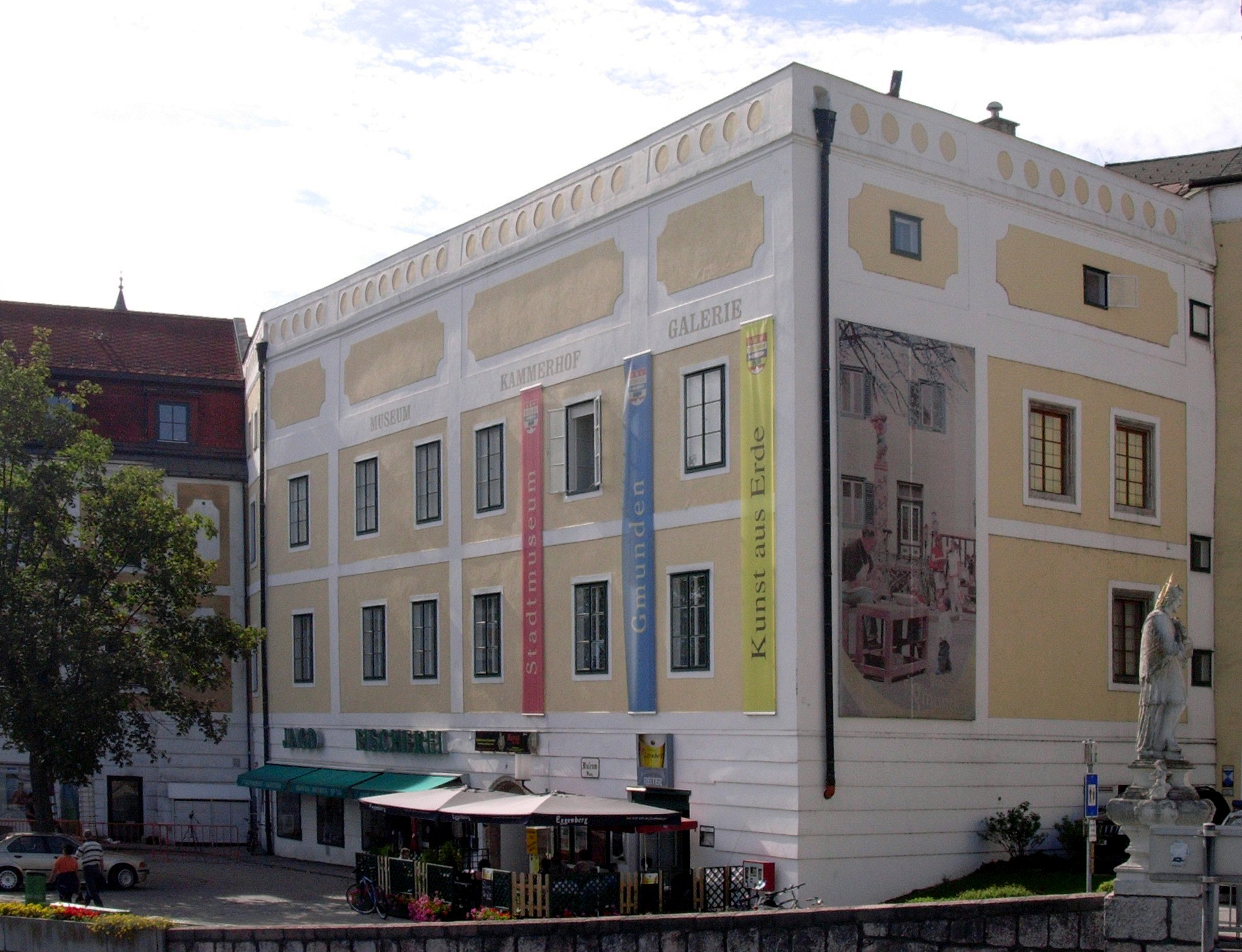
Ehemaliger Kammerhof, Mauthaus und Salzamt, Gmunden

Der K-Hof befindet sich an der Flussmündung der Traun, unmittelbar am Brückenende, und diente ursprünglich als Mauthaus und Salzamt, Kammerhof genannt. Das Gmundener Salzamt verwaltete das Salinenwesen im Salzkammergut in Oberösterreich, einem Privatbesitz der Habsburger.
Anschrift: Klo & So Sanitärmuseum im K-Hof Kammerhof Museen Gmunden, Kammerhofgasse 8, 4810 Gmunden